# مارگارت هیگینز
مارگارت هیگینز هال (۳ سپتامبر ۱۹۲۰–۳ ژانویه ۱۹۶۶) یک روزنامه‌نگار و خبرنگار جنگی آمریکایی بود. هیگینز اخبار جنگ جهانی دوم، جنگ کره، و جنگ ویتنام را پوشش می‌داد و طی اقداماتی، زمینه دسترسی برابر برای خبرنگاران زن جنگ را فراهم می‌کرد. او یک همکاری طولانی مدت با نیویورک هرالد تریبون (۱۹۴۲–۱۹۶۳) و بعداً به عنوان ستون نویس سندیکایی برای نیوزدی داشت. او اولین زنی بود که برنده جایزه پولیتزر شد که در سال ۱۹۵۱ برای پوشش او از جنگ کره به وی اعطا شد.

## سنین جوانی و تحصیل
هیگینز در ۳ سپتامبر ۱۹۲۰ در هنگ کنگ متولد شد، جایی که پدرش، لارنس هیگینز، در یک شرکت حمل و نقل کار می‌کرد. پدرش که یک آمریکایی ایرلندی-آمریکایی بود، با همسر آینده‌اش و مادر هیگینز، مارگاریت دوگدار هیگینز (که تبار اشرافی فرانسوی داشت) در جنگ جهانی اول در پاریس آشنا شد. اندکی پس از آن، آنها به هنگ کنگ نقل مکان کردند.
خانواده او سه سال بعد از تولدش، به ایالات متحده آمریکا نقل مکان کردند و در اوکلند ساکن شدند. پدر هیگینز در جریان سقوط بازار سهام در سال ۱۹۲۹ شغل خود را از دست داد. هیگینز در زندگی‌نامه خود، که در News a Singular Thing چاپ شده‌است، این روزها را بدترین روزهای زندگی خود توصیف می‌کند و می‌نویسد: «در آن روز بود که نگرانی‌های برای شغل آینده و چگونگی امرار معاش در ذهنم نقش بست. من آن موقع هشت ساله بودم. مانند میلیون‌ها نفر دیگر که در دهه سی بزرگ شده‌اند، ترس این که مبادا جایی برای من در جامعه نباشد، مرا آزار می‌داد.» کمی بعد پدر هیگینز در یک بانک شغلی پیدا کند و مادرش توانست در ازای شغل معلمی (معلم زبان فرانسه) بورسیه تحصیلی هیگینز برای مدرسه آنا در برکلی را فراهم نماید.

### دانشگاه کالیفرنیا، برکلی
هیگینز تحصیلات خود را در دانشگاه کالیفرنیا، برکلی و در پاییز ۱۹۳۷ شروع کرد. پس از فارغ‌التحصیلی از برکلی در سال ۱۹۴۱ با مدرک لیسانس زبان فرانسه، او به قصد پیدا کردن یک شغل مرتبط با روزنامه، راهی نیویورک شد. او قصد داشت یک سال به خود فرصت دهد تا شغلی پیدا کند و اگر موفق نشد، به کالیفرنیا بازگردد تا معلم زبان فرانسه شود. پس از ورود در اواخر تابستان، او برای ادامه تحصیل در مقطع کارشناسی ارشد در دانشکده روزنامه‌نگاری دانشگاه کلمبیا درخواست داد.

### دانشگاه کلمبیا
او پس از ورود به نیویورک در اوت ۱۹۴۱ وارد دفتر شهر نیویورک هرالد تریبون شد. او با سردبیر شهر ملاقات کرد و رزومه خود را به او نشان داد. در حالی که در آن زمان به او پیشنهاد کاری داده نشد، اما سردبیر به او پیشنهاد داد تا ماه دیگر برای پیدا شدن شغلی دیگر مجدد به دفتر مراجعه کند.

## فعالیت‌های حرفه ای

### اروپا: جنگ جهانی دوم
هیگینز که مشتاق تبدیل شدن به خبرنگار جنگ بود، مدیران نیویورک هرالد تریبیون را متقاعد کرد که او را در سال ۱۹۴۴، پس از دو سال کار برای روزنامه، به اروپا بفرستند. پس از استقرار او در لندن و پاریس، در مارس ۱۹۴۵ به آلمان عازم شد. او شاهد آزادسازی اردوگاه کار اجباری داخائو در آوریل ۱۹۴۵ بود و برای کمک‌هایش در جریان تسلیم شدن توسط محافظان اس اس، نشان مبارزاتی ارتش ایالات متحده را دریافت کرد. او بعداً محاکمه‌های جنگ نورنبرگ و محاصره برلین توسط اتحاد جماهیر شوروی را پوشش خبری داد. در سال ۱۹۴۷، او رئیس دفتر تریبون در برلین شد.

### کشور کره
در سال ۱۹۵۰، هیگینز به عنوان رئیس دفتر تریبون در توکیو منصوب شد و همکارانش در توکیو از او استقبال سردی کردند. او بعداً فهمید که رمانی که اخیراً توسط همکارش در برلین منتشر شده‌است، تصوری خصمانه‌ای از او ایجاد کرده‌است. رمان، فریاد زدن با لذت، یک خبرنگار زن در برلین را به تصویر می‌کشد. شایعات در آن زمان بر این نکته دامن می‌زدند که رمان‌نویس، تونی هاوارد، شخصیت اصلی رمانش را بر اساس شخصیت هیگینز ساخته‌است، که باعث ایجاد سوء ظن و خصومت در میان کارکنان توکیو با او شده‌است. مدت کوتاهی پس از ورود او به ژاپن، جنگ در کره آغاز شد، او به عنوان یکی از اولین خبرنگاران این موضوع را مورد پوشش خبری قرار داد. در ۲۸ ژوئن، هیگینز و سه نفر از همکارانش شاهد بمباران پل هانگانگ بودند و در نتیجه در ساحل شمالی رودخانه هان به دام افتادند. پس از عبور از رودخانه و رساندن خود به مقر ارتش آمریکا در سوون که یک روز به طول انجامید، ژنرال والتون واکر به او دستور داد که سریعاً از کشور خارج شود. استدلال او این بود که زنان به جبهه نبرد تعلق ندارند. ژنرال تأکید کرد که ارتش فرصتی برای فکر برای زنان ندارد و نگران ایجاد اقامتگاه‌های جداگانه برای آنها است. او توانست بعدها با تلاش‌هایی، چنرال را راضی کند تا با حضورش در جنگ موافقت کند. این یک پیشرفت بزرگ برای همه زنان خبرنگار جنگ بود. اخراج اولیه او از کره و عقب‌نشینی بعدی مک آرتور که به هیگینز اجازه داد در جبهه باقی بماند، سرفصل اخبار در ایالات متحده شد و او را به یک چهره مشهور تبدیل کرد.
هنگامی که در کره بود، تریبون هومر بیگارت را برای پوشش خبری جنگ در کره فرستاد و او به هیگینز گفت که به توکیو برگردد. او نپذیرفت و تریبون به او اجازه ماندن داد، که منجر به درگیری رقابتی بین این دو شد که در نهایت منجر به دریافت جایزه پولیتزر برای هیگینز در سال ۱۹۵۱ برای گزارش بین‌المللی شد.

### پوشش امور جهانی
هیگینز در نتیجه گزارش‌هایش از کره، جایزه یادبود جورج پولک در سال ۱۹۵۰ را از باشگاه مطبوعاتی خارج از کشور دریافت کرد. هیگینز در بقیه عمر خود به پوشش امور خارجی ادامه داد و با رهبران جهان مانند فرانسیسکو فرانکو، نیکیتا خروشچف و جواهر لعل نهرو مصاحبه کرد. در سال ۱۹۵۵، او تأسیس و رئیس دفتر تریبون در مسکو شد و اولین خبرنگار آمریکایی بود که پس از مرگ استالین اجازه بازگشت به اتحاد جماهیر شوروی را پیدا کرد.

## زندگی شخصی
او زمانی که در برکلی بود، با همسر اول خود، استنلی مور، دستیار تدریس در بخش فلسفه آشنا شد. طبق گزارش‌ها آنها جذب یکدیگر شده بودند، اما هیچ رابطه ای در زمانی که در برکلی بودند شکل نگرفت. وقتی هیگینز به نیویورک نقل مکان کرد، دوباره با مور، که در آن زمان استاد فلسفه در هاروارد بود، آشنا شد. آنها در سال ۱۹۴۲ ازدواج کردند. کمی بعد او به جنگ جهانی دوم فراخوانده شد و رابطه آنها از هم پاشید و به طلاق در سال ۱۹۴۷ ختم شد. در سال ۱۹۵۲، با ویلیام ایونز هال، ژنرال نیروی هوایی ایالات متحده، ازدواج کرد. دختر اول آنها که در سال ۱۹۵۳ به دنیا آمد، پنج روز پس از زایمان زودرس درگذشت. هیگینز در سال ۱۹۵۸ یک پسر به نام لارنس هیگینز هال و در سال ۱۹۵۹ یک دختر به نام لیندا مارگریت هال به دنیا آورد. در سال ۱۹۶۳، هال از نیروی هوایی بازنشسته شد و برای کار به یک شرکت الکترونیکی رفت.

## مرگ و میراث
هیگینز در نهایت به بیماری مالاریا مبتلا شد و همین بیماری منجر به مرگ او در ۳ ژانویه ۱۹۶۶ در سن ۴۵ سالگی در واشینگتن دی سی شد. او سرانجام در گورستان ملی آرلینگتون به خاک سپرده شد.